# Sharkenstein
Pour plus de détails, voir Fiche technique et Distribution.
Sharkenstein est un film d'exploitation sur les requins (en anglais, « sharksploitation ») de 2016, réalisé par Mark Polonia et écrit par J.K. Farlew.

## Synopsis
Pendant la Seconde Guerre mondiale, sous le Troisième Reich, une tentative est faite pour transformer des requins en armes, mais l’expérience a été arrêtée avant son terme. Plus d’un demi-siècle plus tard, dans une petite ville au bord de l’océan, les citoyens sont terrorisés par une créature mystérieuse et assoiffée de sang, qui semble être un monstre créé à partir de différentes parties des espèces de requins les plus féroces à avoir jamais vécu. Le Dr Klaus tente de créer la machine à tuer ultime en utilisant des organes et des parties de corps humains. Trois amis se rendent à Katzman Cove pour une excursion en bateau, et trouvent la ville terrorisée par un abominable super requin nazi.

## Distribution
- Greta Volkova : Madge
- Ken Van Sant : Duke Lawson
- Titus Himmelberger : Coop
- James Carolus : Skip
- Jeff Kirkendall : Klaus
- Yolie Canales : la mère en colère
- Bruce Applegate : le docteur
- Kathryn Sue Young : Bonnie Boom Boom

## Réception critique
Nerdspan déclare que le film est : « Imparfait, mais pas tout à fait de la bonne manière. »